# 阈值电压
臨界電壓（英語： ; 標示為: Vth），又称阈电压或臨界电压，通常指的是在TTL或MOSFET的传输特性曲线（输出电压与输入电压关系图线）中，在转折区中点所对应的输入电压的值。

计算机仿真展现的纳米线MOSFET中反型沟道的形成（电子密度的变化）。阈值电压在0.45V左右。

当器件由空乏向反轉转变时，要经历一个Si表面电子浓度等于電洞浓度的状态。此时器件处于临界导通状态，器件的閘極电压定义为阈值电压，它是MOSFET的重要参数之一。